# Hans Andreas Dahl

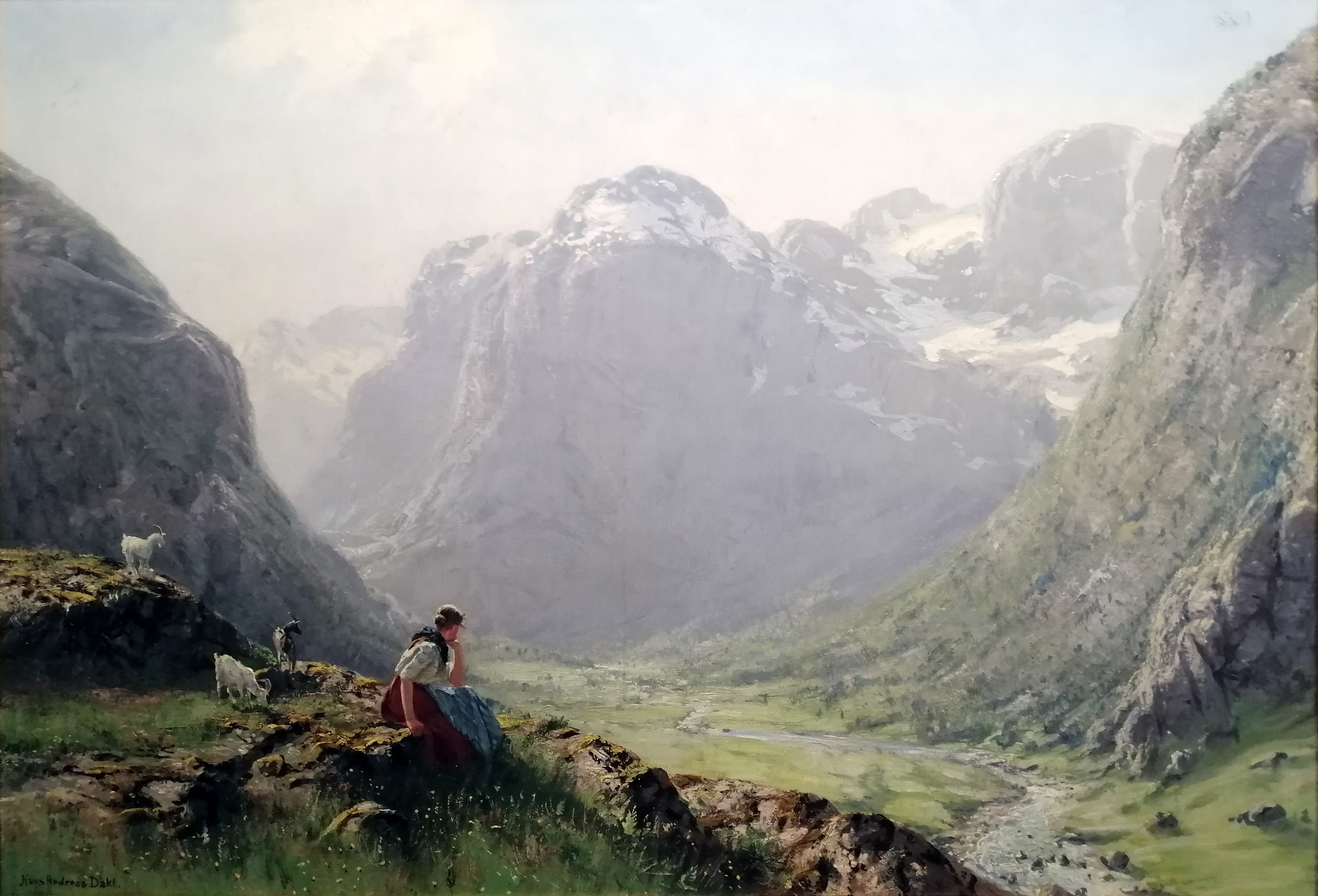

Hans Andreas Dahl (* 1. August 1881 in Düsseldorf; † 27. März 1919 in Christiana) war ein norwegischer Maler.

## Leben
Als Sohn und Schüler von Hans Dahl wuchs er in Düsseldorf und ab 1888 in Berlin auf, verbrachte die Sommer jedoch in Balestrand im norwegischen Fylke Sogn og Fjordane. 1910 ließ er ein eigenes Atelier gegenüber der väterlichen Villa bauen. Während des Krieges zog er im Winter nach Christiania nahe dem Sanatorium Voksenkollen. Als das Sanatorium 1919 in Flammen aufging und er bei der Rettung helfen wollte, zog er sich eine Lungenentzündung zu, an der er starb.
Dahl war seit 1908 mit der Engländerin Lorna Bellew verheiratet. Mit ihr hatte er zwei Söhne, von denen einer fiel und einer nach England ging. Seine Witwe heiratete Walter Normann, den Sohn des norwegischen Landschaftsmalers  Adelsteen Normann.

## Werk
Er hatte sein ganzes Leben keinen anderen Lehrer als seinen Vater. Er malte hauptsächlich Fjordlandschaften, die dadurch schwer von denen seines Vaters zu unterscheiden sind und oft fälschlich als seine ausgegeben werden. Dennoch scheint er sehr, vielleicht besser begabt gewesen zu sein als sein Vater, wie dieser nach dem Tode von Hans Andreas sogar selbst angab. 
Es fehlte ihm nur die Chance, sich selbständig zu entwickeln. Von besonderem Reiz sind seine kleinen Landschaftsskizzen, von denen eine Anzahl noch heute in Balestrand zu sehen ist. Erwähnenswert sind aber auch seine guten Porträts.